# Beren
Beren (také známý jako Erchamion, „jednoruký“, nebo Camlost, „prázdnoruký“) je fiktivní postava ze Středozemě J. R. R. Tolkiena. Vystupuje v knize Silmarillion.
Byl synem Barahira a Emeldir náleží ke královskému Bëorovu rodu z Dorthonionu. Příběh jeho lásky k elfské princezně Lúthien byl Tolkienem považován za jádro mytologie Středozemě.

## Historie postavy
Bitva náhlého plamene, jež se odehrála za Berenova mládí, přivodila konec království Bëorova domu v Dorthonionu. Od té doby byl součástí dvanáctičlenné družiny svého otce, která žila na vysočině Dorthonion poblíž jezera Tarn Aeluin. V Temným pánem Morgothem okupované zemi vykonali mnoho statečných činů, až to znepokojilo i samotného Temného pána. Když byli lstí povražděni jeho druzi, pomstil se Beren na vrahovi svého otce a potom žil čtyři roky s pomocí zvířat jako osamělý psanec stále v Dorthonionu, až byla na jeho hlavu vypsána stejná odměna jako na hlavu Fingona, velekrále Noldor. Získal také zpět Barahirův prsten, jenž byl jeho otci za záchranu dán elfským králem Finrodem Felagundem a zaručoval pomoc Barahirovi a jeho potomkům. Beren byl postupně vytlačován z rodné země pošpiněné Morgothovým pobočníkem Sauronem. Nakonec musel uprchnout přes pohoří Ered Gorgoroth, zabloudil na hranicích Doriathu a podařilo se mu jako jedinému z lidí bez povolení překročit Melianin pás a vstoupit do království Doriath, kde spatřil Lúthien, dceru Thingola a Melian, zamiloval se do ní a ona do něj.
Když se Thingol dozvěděl, že se Beren uchází o jeho dceru, byl tím velmi popuzen a záměrně řekl, že ke svatbě svolí jen, pokud mu donese jeden ze silmarilů, které měl ve své železné koruně Morgoth. Považoval totiž úkol za nesplnitelný a chtěl zabránit tomu, aby si jeho dcera vzala pouhého člověka. Původně ostatně nehodlal svou část dohody splnit ani v případě, že by se Berenovi jeho úkol podařil.
Beren se rozhodl požádat o pomoc Finroda. Ten byl ochoten mu ji poskytnout, ale postavili se proti němu jeho bratranci Celegorm a Curufin, kteří měli jako synové tvůrce silmarilů Fëanora zájem na tom, aby silmaril nezískal nikdo jiný než oni sami. Kvůli jejich intrikám byl Finrod donucen opustit svou říši pouze s deseti společníky a oni i Beren byli zajati Sauronem. Ten však nemohl zjistit, kdo jsou; nechal je tedy uvěznit a postupně zabíjet, dokud někdo z nich neřekne pravdu. Když měl být zabit Beren, Finrod jej ubránil, ale sám byl smrtelně zraněn.
Lúthien se dozvěděla, co se stalo s Berenem a utekla z domova, aby se jej pokusila zachránit. Cestou se však setkala s Celegormem a Curufinem, kteří ji slíbili pomoc a když se jim svěřila, uvěznili ji. Celegormův vlkodav Huan se nad ní slitoval a pomohl jí utéct, dosáhnout Sauronovi pevnosti, porazit jej a zachránit Berena.
Posléze Beren s Lúthien dorazili do Angbandu přímo před Morgotha. Zatímco Lúthien uspala Temného pána svým zpěvem, Beren vzal z koruny silmaril. Pokusil se sice získat všechny tři silmarily, ale když se pokoušel vylomit druhý, zlomil dýku Angrist a jeden z úlomků řízl Morgotha. Při pokusu uniknout z Angbandu je napadl obrovský vlk Carcharoth vychovaný samotným Morgothem. Beren se ho pokusil zastrašit silmarilem, ale vlkovi jeho svit nevadil, a ukousl Berenovi ruku i se silmarilem (proto je Beren nazýván Erchamion, jednoruký). Silmaril však začal vlka v žaludku nesnesitelně pálit, proto odběhl pryč a nechal Berena a Lúthien být. Ti byli zachráněni Manwëho orly. Před Thingolem potom Beren prohlásil, že drží silmaril v ruce a zdvihl pahýl zmrzačené ruky. V Thingolovi to vzbudilo soucit a konečně svolil k svatbě. Beren se však rozhodl dokončit své poslání a zúčastnil se honu na Carcharotha, který mezitím díky svému ohnivému duchu i moci silmarilu pronikl Melianiným pásem a nyní se potuloval Doriathem. Lov na vlka byl úspěšný, ale Beren byl při něm smrtelně raněn.
Lúthienina láska k Berenovi byla tak silná, že po jeho smrti ulehla a zemřela také. Její duše putovala do Síní Mandosu, kde zpívala před Mandosem (mocností smrti) o žalu elfů a lidí, a přísný Mandos byl tak jedinkrát v historii Středozemě pohnut k lítosti. Ona i Beren byli znovu vráceni do života, ale oba měli zemřít lidskou smrtí. Až do smrti bydleli na ostrově Tol Galen v Ossiriandu. Beren se zapojil do dalších událostí Prvního věku už jen jednou, když v čele Zelených elfů a entů porazil armádu trpaslíků, jež vyplenila Doriath a ukradla Nauglamír, náhrdelník, v němž byl zasazen silmaril.
Lúthien porodila Berenovi syna Diora, Thingolova dědice, v němž se spojila krev lidí, elfů a Maiar.

## Původ konceptu

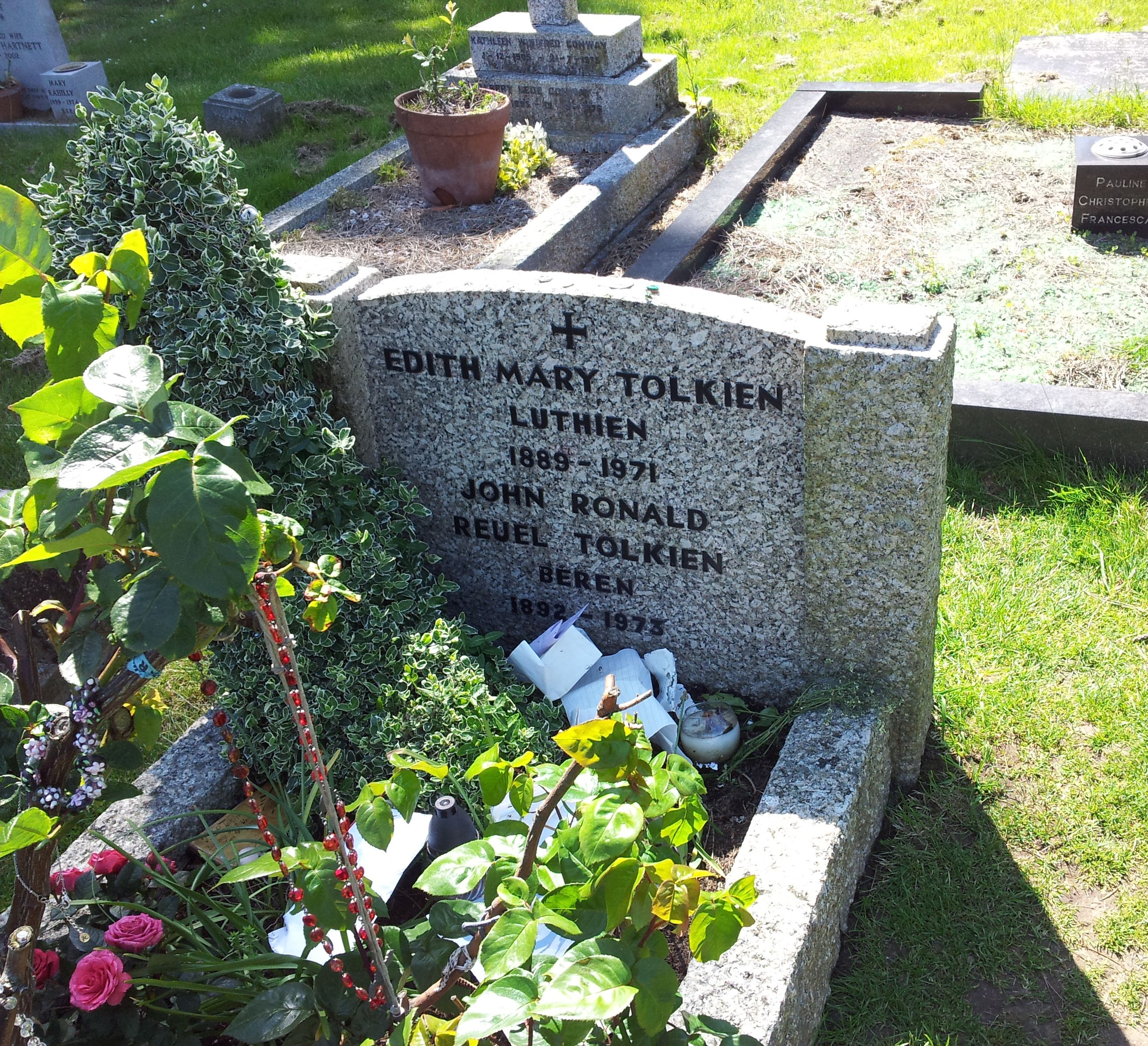
Hrob manželů Tolkienových na hřbitově Wolvercote.

Podle široce rozšířeného názoru byl Tolkienovou inspirací pro tvorbu příběhu Berena a Lúthien počátek jeho vztahu s jeho manželkou Edith Tolkien (za svobodna Edith Bratt). Po její smrti jí nechal Tolkien napsat na hrob kromě jejího občanského jména také "Lúthien", stejně jako má on ke svému jméno na hrobě připojeno "Beren".
Je možné, že příběh byl inspirován také tradiční velšskou pohádkou Kulhwch a Olwen (součást sbírky The Mabinogion, v češtině vydána pod jménem Mabinogi – keltské pověsti).